# Bučenská vrchovina
Bučenská vrchovina je geomorfologický podcelek Cerové vrchoviny. Nejvyšší vrch podcelku je Velký Bučeň s výškou 514 m n. m.

## Polohopis
Podcelek zabírá severní polovinu centrální části pohoří. Na severu sousedí s Rimavskou a Lučenskou kotlinou, na západě a jihu pokračuje Cerová vrchovina podcelky Fiľakovská brázda a Hajnáčská vrchovina.

## Dělení
- Bučeň
- Šurická brázda
- Blhovská vrchovina

## Vybrané vrcholy
- Veľký Bučeň (514 m n. m.) - nejvyšší vrch podcelku
- Malý Bučeň (478 m n. m.)
- Bukovina 456 m n. m.)

## Chráněná území
Podcelek malou částí zasahuje do CHKO Cerová vrchovina, z maloplošných chráněných území zde leží přírodní rezervace Kerčík.